# Särskilt företagsnamn
Särskilt företagsnamn är ett namn som används av ett företag för en viss avgränsad del av dess näringsverksamhet som ett pseudonym istället för att upprätta ett separat företag. I finländsk samt äldre svensk lagstiftning används benämningen bifirma
Ett särskilt företagsnamn eller en bifirma är i sig ingen självständig juridisk person utan är ett alternativt namn (firma) för företaget i fråga.
I vissa fall kan registrerade särskilda företagsnamn vara gamla namn på ett företag eller namn på förvärvade rörelser där det gamla namnet inte används, men en registrering görs för att undvika att andra ska kunna använda namnet. Beslut om särskilt företagsnamn kan fattas på styrelsenivå, det behövs således inte bolagsstämmobeslut. En registrering av ett särskilt företagsnamn kan ibland väljas som alternativ till att registrera ett varumärke. Ett registrerat varumärke kan även vara registrerat som ett särskilt företagsnamn.

## I olika länder

### Finland
I Finland regleras bifirma i Firmalagen (2.2.1979/128). Särskilda företagsnamn registreras, vilket ger dem skydd, i Finland hos Patent- och registerstyrelsen.

### Sverige
I Sverige regleras särskilt företagsnamn liksom den övriga firmarätten huvudsakligen i Lag (2018:1653) om företagsnamn Den ersatte 1 januari 2019 Firmalagen (1974:156). 
Särskilda företagsnamn registreras, vilket ger dem skydd, i Sverige hos Bolagsverket.